# Ulrik Carl Ahlefeldt
Ulrik Carl greve (von) Ahlefeldt (født 27. november 1704, død 12. november 1757 i Vordingborg) var en dansk officer, bror til Frederik, Vilhelm Carl og Conrad Vilhelm Ahlefeldt.
Ahlefeldt, greve til Langeland m. m., var næstældste søn af Carl Ahlefeldt. Han blev sekondløjtnant i Garden til Fods 1726 og avancerede efterhånden til oberstløjtnant ved Livregimentet til Hest (1732). Som sådan gjorde han tjeneste i året 1734 som generaladjudant hos general Joachim Mørner, da denne førte et dansk hjælpekorps på 6000 mand til Rhinen i Den polske Arvefølgekrig. Korpset fik ordre til at vende hjem i slutningen af 1735 uden at have taget del i krigen. Samme år var han blevet udnævnt til kammerherre. 1738 blev han oberst og var nu chef for 3. jyske Rytteriregiment, indtil han 1747 blev generalmajor og 1755 generalløjtnant i rytteriet. 1741 blev han Ridder af Dannebrog. Han døde ugift i Vordingborg 12. november 1757.
Ulrik Carl Ahlefeldt er begravet ved Tranekær Kirke.